# Marco Borsato
Marco Roberto Borsato (ur. 21 grudnia 1966 w Alkmaarze) – holenderski piosenkarz śpiewający w językach: niderlandzkim i włoskim.

## Życiorys
Marco urodził się w Alkmaarze – jego rodzicami są Roberto Borsato i Mary de Graaf. Rodzina przeprowadziła się do Włoch, gdzie ojciec Marco otworzył restaurację w miejscowości Garda. Marco spędził we Włoszech dużo czasu i mówi płynnie po włosku. Marco ma brata imieniem Armando i siostrę Sylvanę.
Marco zadebiutował jako piosenkarz kiedy wygrał holenderski Soundmixshow 7 kwietnia 1990 roku z piosenką At This Moment napisaną przez Billa Verę.

## Inne funkcje
Marco Borsato jest ambasadorem holenderskiej organizacji pozarządowej War Child, która pomaga dzieciom z terenów, na których toczyła lub nadal toczy się wojna.

### Nagrody
- 1996–2006 – zdobył 11 razy TMF Award dla najlepszego holenderskiego piosenkarza
- 1997 – dwa Edisony (Najlepszy Piosenkarz, Najlepszy Singel Roku)
- 1999 – Golden Harp (razem z Johnem Ewbankiem)
- 2000 – Hitkrant Award, za piosenkę Binnen
- 2000 – Honorary Award za Najlepszy Album (Luid en duidelijk) i dla Najlepszego Piosenkarza
- 2001 – Edison (Najlepszy Piosenkarz)

## Dyskografia

### Albumy
- 1990 Emozioni
- 1991 Sento
- 1992 Giorno per giorno
- 1994 Marco
- 1995 Als geen ander
- 1997 De waarheid
- 1998 De bestemming
- 2000 Luid en duidelijk
- 2002 Onderweg
- 2002 Onderweg: Live in De Kuip
- 2004 Zien
- 2004 Zien: Live in de Kuip 2004 (CD/DVD)
- 2006 Symphonica in Rosso (CD/DVD)

### Single
- 1990 "Emozione / At This Moment"
- 1990 "Una donna cosi"
- 1991 "Sento"
- 1992 "Un po' bambino"
- 1994 "Dromen zijn bedrog"
- 1994 "Waarom nou jij"
- 1995 "Je hoeft niet naar huis vannacht"
- 1995 |"You've Got a Friend" (z René Froger i Ruth Jacott)
- 1995 "Kom maar bij mij"
- 1996 "Ik leef niet meer voor jou"
- 1996 "Vrij zijn / Margherita"
- 1996 "De waarheid"
- 1997 "Wereld zonder jou" (duet z Trijntje Oosterhuis)
- 1998 "De bestemming"
- 1998 "Het water / De speeltuin"
- 1999 "Binnen"
- 2000 "Wat is mijn hart"
- 2001 "Lopen op het water" (duet z Sitą)
- 2002 "Zij"
- 2003 "Afscheid nemen bestaat niet"
- 2004 "Voorbij" (feat. Do)
- 2004 "Wat zou je doen?" (duet z Alim B)
- 2004 "Laat me gaan"
- 2006 "Because We Believe" (duet z Andreą Bocellim)
- 2006 "Rood"
- 2006 "Everytime I Think of You" (duet z Lucie Silvas)